# Comité de la Cuenca Hidrográfica del Río São Francisco

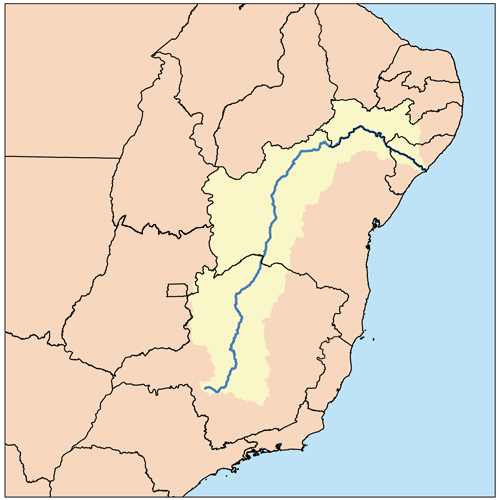
Cuenca del Río São Francisco.

El Comité de la Cuenca Hidrográfica del Río São Francisco (en portugués Comitê da Bacia Hidrográfica do Rio São Francisco) es una entidad brasileña creada por el decreto presidencial s/n°, del 5 de junio de 2001. 
Es responsable por la gestión de los recursos hídricos en la cuenca hidrográfica del río São Francisco y su área de actuación comprende seis estados y un distrito federal: Bahía, Alagoas, Sergipe, Pernambuco, Minas Gerais, Goiás y el Distrito Federal de Brasil.
El Comité está estructurado de la siguiente forma: Presidencia, Vicepresidencia, Secretaría Ejecutiva, Dirección Colegiada, Dirección Ejecutiva, Plenario, Cámaras Técnicas y Cámaras Consultivas Regionales.